# Parque nacional Salair
El parque nacional Salair (en ruso: Национальный парк «Салаир») está situado en la ladera oeste de las Alturas de Salair, que separan el Krai de Altái (lado oeste) del Óblast de Kémerovo (lado este). Las montañas bajas están cubiertas de bosques de coníferas, mientras que los alrededores, que no son parte del parque, al oeste son estepas y estepas boscosas que en su mayoría se han convertido a la agricultura. Debido a sus veranos cálidos y húmedos, los científicos se han referido a Salair como la «selva tropical de Siberia», con una gran biodiversidad resultante y plantas relictas preservadas del período preglacial. El parque fue creado oficialmente el 15 de diciembre de 2020; y se encuentra ubicado en los distritos administrativos (raión) de Zarinsk, Togul, Yeltsov y Solton todos ellos situados en el Krai de Altái.

## Topografía
En apariencia, los Salair se asemejan a suaves colinas: el punto más alto del parque es el monte Kivda (621 metros). El terreno está marcado por un sistema altamente interconectado de barrancos y valles. las Alturas de Salair son una extensión baja al norte del macizo de Altái.

## Ecorregión y clima
Laa Alturas de Salair forma una extensión al noroeste de la ecorregión de bosques montanos de coníferas de Sayan. Está estrechamente rodeado en altitudes más bajas al este y al oeste por la ecorregión de bosque semiboreal de Siberia occidental.
El clima del parque es Clima continental templado, con veranos cálidos (clasificación climática de Köppen (Dfb)). Este clima se caracteriza por una alta variación de temperatura, tanto diarias como estacionales; con inviernos largos y fríos y veranos cortos, cálidos y lluviosos (al menos cuatro meses con un promedio de más de 10 °C (50,0 °F), pero ningún mes con un promedio de más de 22 °C). La precipitación anual media es de unos 406,4 mm/año. La temperatura media es de -10,5 °C (13 °F) en enero y de 23,3 °C (74 °F) en julio.

## Flora y fauna

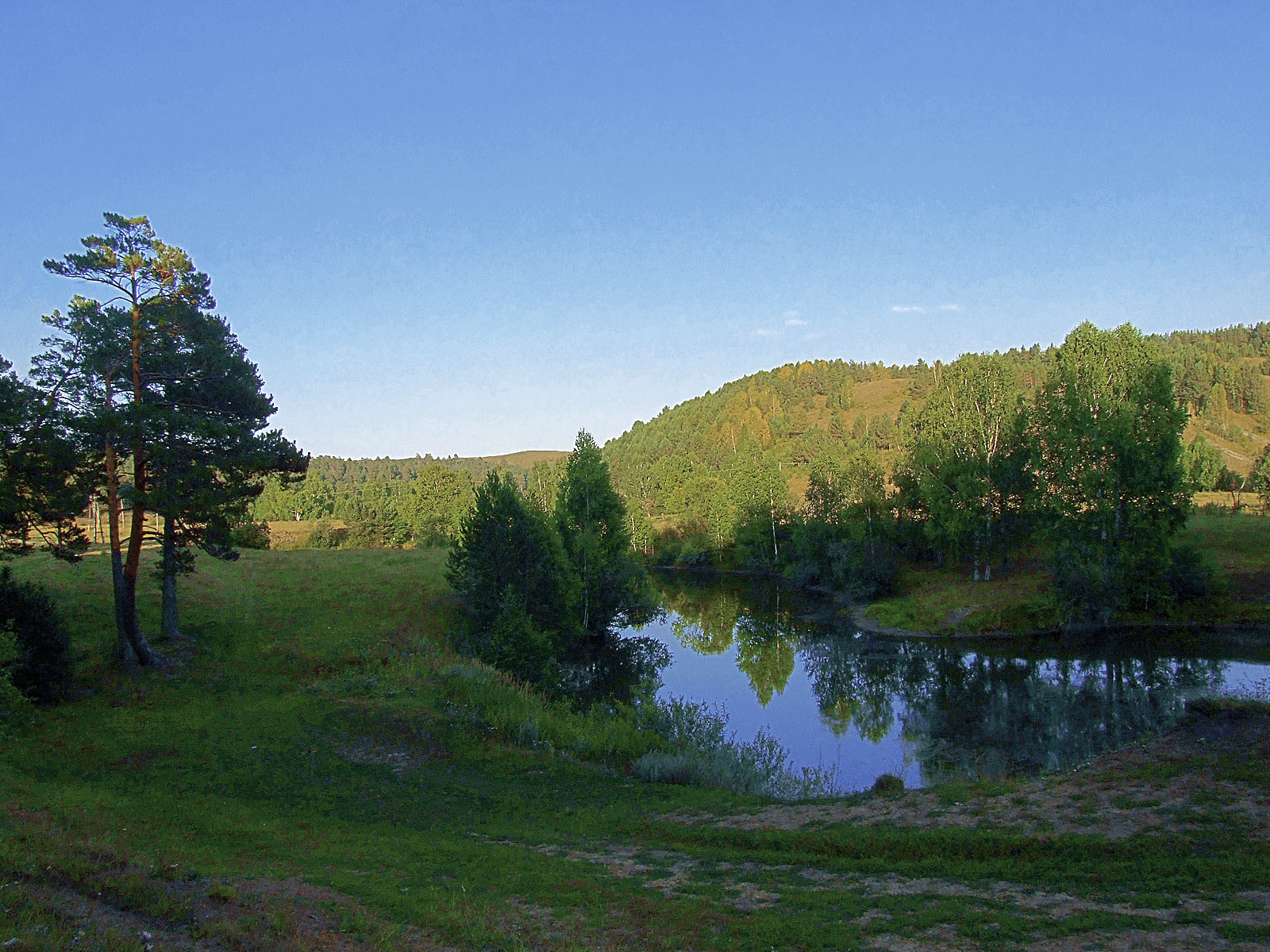
Paisaje boscoso típico de las Altura de Salair

El parque está cubierto de bosques de coníferas de «taiga oscura»: formados principalmente por rodales de Pinus sibirica (pino siberiano), Picea obovata (pícea siberiana), Abies sibirica (abeto siberiano) y rodales de Tilia sibirica (tilo siberiano), con árboles desarrollados verticalmente intercalados con capas de arbustos y pastos. Hay rodales ocasionales de cedro antiguo y el único rodal de Populus tremula (álamo temblón) en Siberia. Hay pinos siberianos individuales que pueden alcanzar hasta los 800 años. En el suelo del bosque están presentes Asperula odorata, Asarum europaeum, Sanicula europaea y Brachypodium sylvaticum. Hay pastos altos y praderas esteparias a menor altitud y en los claros del bosque.
Hasta el momento, se han descubierto en el parque 29 especies de plantas y 44 especies de animales en peligro de extinción. Aquí se han descubierto zonas de nidificación de especies como la cigüeña negra, el abejero, el águila moteada, el halcón peregrino, el búho real y otras aves raras. Entre los grandes mamíferos, el parque está habitado por animales como el oso pardo, el alce, el ciervo rojo, el corzo siberiano, el lince euroasiático, el tejón asiático, la marmota de las estepas y la nutria europea.